# Donna (10cc)
Donna is een single van 10cc. Het is afkomstig van hun album 10cc. De single kwam bijna een jaar eerder uit dan de langspeelplaat waar het op stond. De heren hadden de naam 10cc eigenlijk net bedacht, want in eerste instantie zou de single verschijnen onder de artiestennaam Doctor Father en als B-kant van Waterfall.
Kenmerkend voor het lied is de falsettostem van Lol Creme tegenover de lage basstem van Kevin Godley. Zij hadden het lied geschreven. De zanger is daarbij helemaal in de ban van “Donna”. De B-kant van Donna, Hot Sun Rock (3:00) geschreven door Graham Gouldman en Eric Stewart, stond niet op een muziekalbum.

## Hitnoteringen
De single belandde in Ierland, het Verenigd Koninkrijk en Nederland op plaats 2; Australië hield het op plaats 53.

### Nederlandse Top 40
| "Donna" in de Nederlandse Top 40 binnen: week 2/1973 | "Donna" in de Nederlandse Top 40 binnen: week 2/1973 | "Donna" in de Nederlandse Top 40 binnen: week 2/1973 | "Donna" in de Nederlandse Top 40 binnen: week 2/1973 | "Donna" in de Nederlandse Top 40 binnen: week 2/1973 | "Donna" in de Nederlandse Top 40 binnen: week 2/1973 | "Donna" in de Nederlandse Top 40 binnen: week 2/1973 | "Donna" in de Nederlandse Top 40 binnen: week 2/1973 | "Donna" in de Nederlandse Top 40 binnen: week 2/1973 | "Donna" in de Nederlandse Top 40 binnen: week 2/1973 | "Donna" in de Nederlandse Top 40 binnen: week 2/1973 |
| Week                                                 | 1                                                    | 2                                                    | 3                                                    | 4                                                    | 5                                                    | 6                                                    | 7                                                    | 8                                                    | 9                                                    |                                                      |
| ---------------------------------------------------- | ---------------------------------------------------- | ---------------------------------------------------- | ---------------------------------------------------- | ---------------------------------------------------- | ---------------------------------------------------- | ---------------------------------------------------- | ---------------------------------------------------- | ---------------------------------------------------- | ---------------------------------------------------- | ---------------------------------------------------- |
| Nummer                                               | 18                                                   | 4                                                    | 2                                                    | 2                                                    | 3                                                    | 4                                                    | 7                                                    | 18                                                   | 26                                                   | uit                                                  |

### Hilversum 3 Top 30
| "Donna" in de Hilversum 3 Top 30 binnen: 06-01-1973 | "Donna" in de Hilversum 3 Top 30 binnen: 06-01-1973 | "Donna" in de Hilversum 3 Top 30 binnen: 06-01-1973 | "Donna" in de Hilversum 3 Top 30 binnen: 06-01-1973 | "Donna" in de Hilversum 3 Top 30 binnen: 06-01-1973 | "Donna" in de Hilversum 3 Top 30 binnen: 06-01-1973 | "Donna" in de Hilversum 3 Top 30 binnen: 06-01-1973 | "Donna" in de Hilversum 3 Top 30 binnen: 06-01-1973 | "Donna" in de Hilversum 3 Top 30 binnen: 06-01-1973 | "Donna" in de Hilversum 3 Top 30 binnen: 06-01-1973 | "Donna" in de Hilversum 3 Top 30 binnen: 06-01-1973 | "Donna" in de Hilversum 3 Top 30 binnen: 06-01-1973 |
| Week                                                | 1                                                   | 2                                                   | 3                                                   | 4                                                   | 5                                                   | 6                                                   | 7                                                   | 8                                                   | 9                                                   | 10                                                  |                                                     |
| --------------------------------------------------- | --------------------------------------------------- | --------------------------------------------------- | --------------------------------------------------- | --------------------------------------------------- | --------------------------------------------------- | --------------------------------------------------- | --------------------------------------------------- | --------------------------------------------------- | --------------------------------------------------- | --------------------------------------------------- | --------------------------------------------------- |
| Nummer                                              | 22                                                  | 7                                                   | 5                                                   | 2                                                   | 2                                                   | 2                                                   | 4                                                   | 7                                                   | 13                                                  | 29                                                  | uit                                                 |

### Evergreen Top 1000
| Evergreen Top 1000 "Donna" | Evergreen Top 1000 "Donna" | Evergreen Top 1000 "Donna" | Evergreen Top 1000 "Donna" | Evergreen Top 1000 "Donna" | Evergreen Top 1000 "Donna" | Evergreen Top 1000 "Donna" | Evergreen Top 1000 "Donna" | Evergreen Top 1000 "Donna" | Evergreen Top 1000 "Donna" | Evergreen Top 1000 "Donna" |
| Jaar                       | 2008                       | 2009                       | 2010                       | 2011                       | 2012                       | 2013                       | 2014                       | 2015                       | 2016                       | 2017                       |
| -------------------------- | -------------------------- | -------------------------- | -------------------------- | -------------------------- | -------------------------- | -------------------------- | -------------------------- | -------------------------- | -------------------------- | -------------------------- |
| Positie                    | -                          | -                          | -                          | -                          | -                          | -                          | -                          | 674                        | 718                        | 547                        |

### NPO Radio 2 Top 2000
| Nummer met noteringen in de NPO Radio 2 Top 2000 | '99 | '00 | '01 | '02 | '03 | '04 | '05 | '06 | '07 | '08 | '09 | '10 | '11 | '12  |
| ------------------------------------------------ | --- | --- | --- | --- | --- | --- | --- | --- | --- | --- | --- | --- | --- | ---- |
| Donna                                            | 741 | 536 | 401 | 541 | 507 | 530 | 651 | 643 | 342 | 487 | 729 | -   | 784 | 1663 |

1. ↑  Een '-' betekent dat het nummer niet was genoteerd en een vetgedrukt getal geeft de hoogste notering aan.
2. ↑  Deze tabel is bijgewerkt tot en met de laatste editie (2024).

Graham Gouldman · Eric Stewart · Kevin Godley · Lol Creme

Paul Burgess · Rick Fenn · Stuart Tosh · Duncan Mackay · Tony O'Malley